# Pays-Bas espagnols
Pour les articles homonymes, voir Pays-Bas (homonymie).
 (juillet 2012).
Si vous disposez d'ouvrages ou d'articles de référence ou si vous connaissez des sites web de qualité traitant du thème abordé ici, merci de compléter l'article en donnant les références utiles à sa vérifiabilité et en les liant à la section « Notes et références ».
1556–1713
Entités précédentes :
- Pays-Bas des Habsbourg

Entités suivantes :
- Provinces-Unies (1581)
- Royaume de France (1659-1678)
- Pays-Bas autrichiens (1713)

Les Pays-Bas espagnols (en espagnol : Países Bajos españoles ; en néerlandais : Spaanse Nederlanden) sont les états du Saint-Empire issus des Dix-Sept Provinces et rattachés par union personnelle à la Monarchie espagnole sous le règne des Habsbourg, entre 1556 et 1713. Cette région correspond aujourd'hui aux actuels Pays-Bas, à la Belgique, au Luxembourg, et à une partie du Nord de la France (la majorité de l'ancienne région Nord-Pas-de-Calais). Bruxelles en est la capitale.
Ces différentes principautés avaient été peu à peu rassemblées par les quatre ducs de Valois-Bourgogne successifs : du fait du mariage de la duchesse Marie de Bourgogne avec Maximilien Ier de Habsbourg, ces Pays-Bas bourguignons sont passés par héritage à la maison de Habsbourg. Lors de son abdication en 1555, leur petit-fils Charles Quint lègue cet héritage bourguignon (incluant également la Franche-Comté et le Charolais) à son fils Philippe, à qui il confère également, l'année suivante, l'Espagne. À la différence de ses prédécesseurs, Philippe II a été élevé dans la péninsule Ibérique et non dans les Pays-Bas.
La période « espagnole » des Pays-Bas reste marquée par la guerre de soulèvement menée contre le roi d'Espagne : la guerre de Quatre-Vingts Ans. Le conflit aboutit à la scission des Dix-Sept Provinces en deux États : les sept provinces du Nord obtiennent leur indépendance et se regroupent au sein des Provinces-Unies (qui deviendront en 1830 les Pays-Bas actuels) ; les dix provinces du Sud restent, elles, sous domination espagnole (et deviendront, plus tard, la Belgique et le Luxembourg, ainsi que les Pays-Bas français, conquis par Louis XIV au XVIIe siècle).
Le roi d'Espagne est traditionnellement représenté sur place par un gouverneur général, souvent choisi au sein de la famille royale des Habsbourg. Le gouverneur est assisté par un Conseil d'État, mais son pouvoir est contrebalancé par celui des États généraux des dix-sept provinces.

## Politique

### Naissance d'une confédération

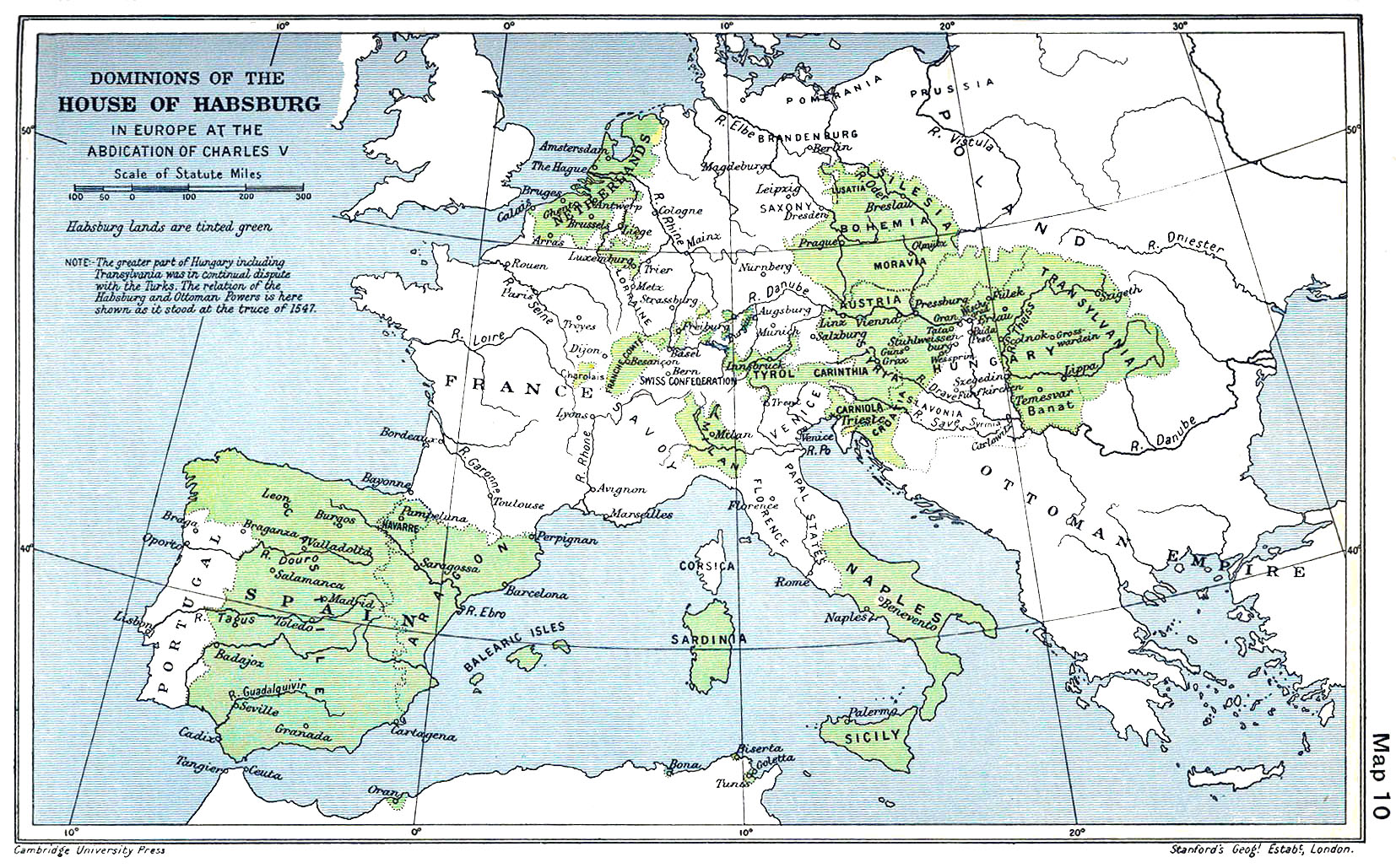
Les Pays-Bas dans l'empire de Charles Quint.

Avant d'être sous contrôle espagnol, les provinces des Pays-Bas ont été réunies sous une même couronne par les ducs de Bourgogne puis par Charles Quint. Ce dernier, né à Gand en 1500, petit-fils de Marie de Bourgogne et fils de Philippe le Beau, est l'héritier des ducs, mais aussi de l'empereur issu de la maison de Habsbourg, de la reine de Castille et du roi d'Aragon, déjà possesseurs d'une grande partie de l'Italie et qui commencent à étendre leur empire sur les Amériques. Charles Quint règne sur les Dix-Sept Provinces entre 1515 et 1555.
Les Pays-Bas faisaient partie du Saint-Empire romain germanique en tant que cercle de Bourgogne. En 1548, Charles Quint propose un nouveau statut pour ce cercle, en vue d'unir les différentes provinces plus étroitement et, à terme, d'en faire un État. Lors de la Diète impériale d'Augsbourg, le cercle acquiert un statut de quasi-indépendance (il ne sera pas, par exemple, soumis aux décisions de la Diète impériale). Puis, en 1549, Charles Quint promulgue la Pragmatique Sanction qui fait des Pays-Bas un ensemble distinct du Saint-Empire romain germanique et du royaume de France.
Le 25 octobre 1555, Charles Quint abdique sa souveraineté sur ses possessions non autrichiennes (Pays-Bas, Franche-Comté et possessions italiennes) en faveur de son fils Philippe et, le 16 janvier 1556, il lui transmet également la couronne d'Espagne.

« En pratique, les Pays-Bas constituent désormais une espèce de confédération indépendante au regard du droit international, même si, en politique étrangère, ils demeurent liés à d'autres États de la dynastie habsbourgeoise. »

— Histoire des nations belges, Wils Lode (page 64).
Pour Charles Quint, ceci ne constitue pas une fin en soi. En effet, en faisant signer la Pragmatique Sanction par les États généraux des Pays-Bas, l'empereur s'assure aussi que le contrôle des Dix-Sept Provinces restera aux mains de sa maison[réf. souhaitée]. Les Provinces étaient d'une valeur incomparable pour la couronne d'Espagne[réf. souhaitée]. Sous le règne de Charles, des cinq millions d'or prélevés annuellement à travers ses diverses possessions, deux millions provenaient des seules provinces des Pays-Bas, quatre fois plus que des Amériques ou d'Espagne…[réf. souhaitée].
Par ailleurs, et depuis 1531, Bruxelles est définitivement devenu le centre de cet ensemble confédéral qui ne sera finalement pas un État unifié et indépendant avant 1830.

### Le règne de Philippe II

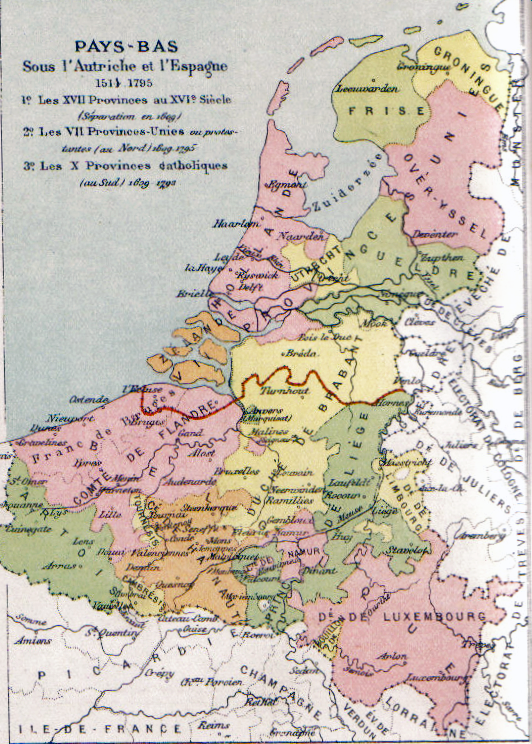
Les Pays-Bas espagnols et la scission.

Sous le règne de Philippe II, un conflit s'engage avec l'Espagne. En effet, autant Charles Quint était un enfant du pays, autant Philippe II était un souverain étranger, éduqué en Espagne. À cela s'ajoutent un conflit contre le gouvernement (centralisateur) et une fracture religieuse (les rois, catholiques, luttant fermement contre l'« hérésie protestante »). Sous Philippe II, est surveillée l'orthodoxie religieuse de l'université de Douai et de l'université de Louvain.
Par ailleurs, l'unification de l'Aragon et de la Castille (et son empire colonial) font courir le risque aux Pays-Bas de n'être plus qu'un État satellite[réf. souhaitée]. Jusqu'ici, elles en étaient le cœur économique.
La révolte s'étale sur plusieurs années :
- Le Conseil des troubles du duc d'Albe de 1567
- La furie espagnole de 1576
- la pacification de Gand de 1576
- l'Union de Bruxelles 1577
- l'Union d'Arras et l'Union d'Utrecht en 1579
- l'Acte de La Haye en 1581[réf. souhaitée]

### Une scission pour cause religieuse
En 1581, les sept provinces à majorité protestantes réclament l'indépendance par l'Acte de La Haye et constituent les Provinces-Unies considérant que le roi Philippe II les avait « abandonnées » (verlaten). Les dix provinces catholiques restent sous le contrôle de la couronne d'Espagne.
Plusieurs guerres s'ensuivirent pour consolider cette indépendance. La période la plus tourmentée de la guerre de Quatre-Vingts Ans a lieu entre 1581-1609, date à laquelle intervient la trêve de Douze Ans. Le conflit reprend à l'issue de cette trêve, en 1621, mais ne s'apparente déjà plus à une guerre civile, plutôt à une guerre entre deux États. La paix ne sera définitive qu'en 1648.

### Les Pays-Bas du Sud
Les Pays-Bas catholiques ne sont plus, ensuite, qu'une espèce de confédération de provinces, chacune gardant ses lois et coutumes propres, confédération constituant un élément d'un vaste « empire » dirigé depuis Madrid par le roi d'Espagne. Seul élément d'indépendance locale, les États généraux des Pays Bas, qui vont défendre, avec plus ou moins de succès, les droits arrachés au cours des siècles aux ducs de Brabant, notamment, puis aux ducs de Bourgogne dont les souverains Habsbourg d'Espagne sont les héritiers, avant de céder le flambeau aux Habsbourg d'Autriche vers 1713/1714.

## Fin des Pays-Bas espagnols - Les Pays-Bas autrichiens
Après la guerre de Succession d'Espagne (début du XVIIIe siècle), par le Traité de la Barrière de 1715, les Pays-Bas espagnols sont cédés à la branche autrichienne des Habsbourg, cette branche qui règne sur le Saint-Empire, la Bohême et la Hongrie. Dès lors, on parle de Pays-Bas autrichiens, mais à Vienne existe un bureau spécial chargé de gérer le pays dont le nom officiel est, en latin, Belgium Austriacum, en français, Provinces belgiques, et, en thiois, Oostenrijkse Nederlanden (« Pays-Bas autrichiens »)[réf. souhaitée].

## Économie
L'importance des Pays-Bas crût progressivement pendant les XVe et XVIe siècles.
Au milieu du XVIe siècle, Bruges (comté de Flandre) avait déjà perdu sa position de puissance économique de l'Europe du Nord. Le marquisat d'Anvers (duché de Brabant) devient le centre économique, politique et culturel des Pays-Bas après que la capitale est transférée de la seigneurie de Malines à la ville de Bruxelles.
Après l'indépendance des Provinces-Unies et la fermeture à la navigation de la rivière Escaut, un grand nombre d'émigrants du Sud s'installent dans la nouvelle république. La prospérité passe des villes du sud, telles que Bruges, Anvers, Gand et Bruxelles, à celles du nord, dont Amsterdam, La Haye et Rotterdam.

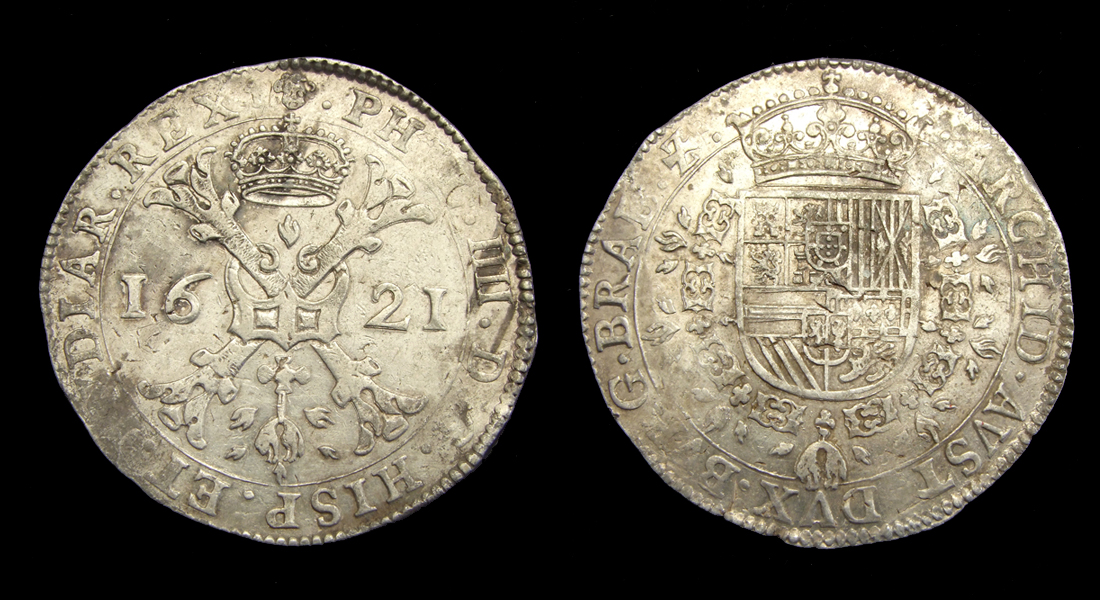
Patagon Philips IV, frappé à Bruxelles en 1621.

Le thaler à croix bourguignon ou Albertus Thaler, mieux connu sous le nom de patagon était une unité de thaler, mise en place par les Pays-Bas espagnols. Le nom, en allemand, provient du gouverneur des Pays-Bas d'alors, Albert VII de Habsbourg.

## Vestiges

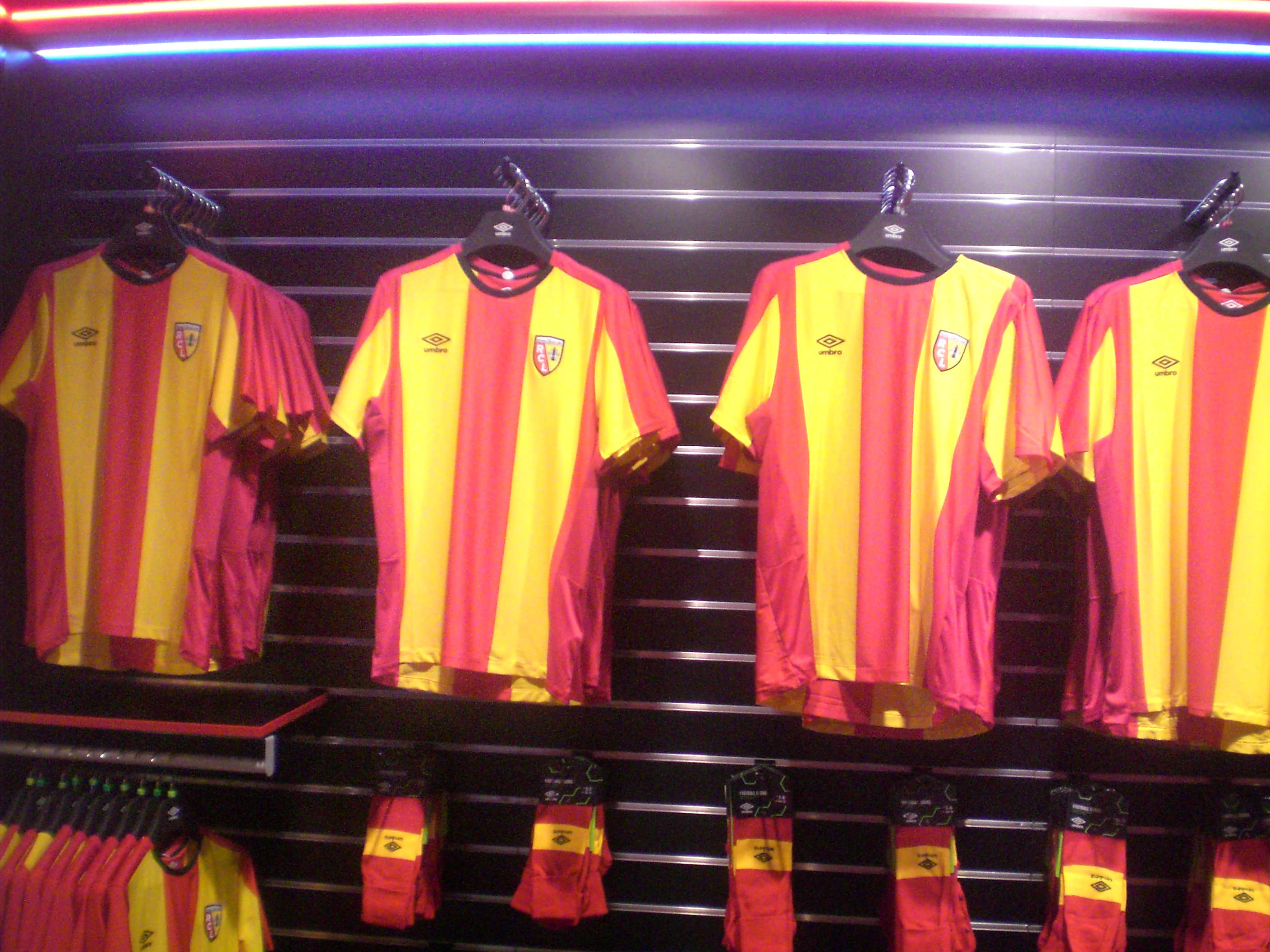
Maillots de la saison 2015-2016 aux couleurs Sang et Or, référence au drapeau espagnol.

- Le club de football du Racing Club de Lens arbore depuis 1924 les couleurs rouge et jaune (Sang et Or) du drapeau espagnol. Ce choix provient du président de l'époque René Moglia qui eut cette idée en passant devant les ruines de l'église Saint-Léger de Lens, vestige de l'occupation espagnole en Artois[5].
- La rue de l'Amigo, à Bruxelles, résulte d'une mauvaise traduction vers l'espagnol : en flamand (ou en néerlandais « brabançon ») la rue s'appelait, et s'appelle toujours, Vruntstraat (rue de la Prison) car elle se trouve à proximité de l'arrière de l'Hôtel de ville, avec le commissariat de police et les cellules de détention provisoire. Mais les Espagnols, confondant Vruntstraat avec Vriendstraat, traduisirent ce nom par calle del Amigo (rue de l'Ami) ce qui n'a plus rien à voir avec quoi que ce soit dans le quartier.
Depuis lors, en argot bruxellois, « être envoyé à l'amigo » s'utilise pour « être mis en état d'arrestation » comme on dirait en France « être mis au violon ».